# Akihiro Kitamura
Akihiro Kitamura (北村 昭博, Kitamura Akihiro), né le 25 mars 1979 à Kōchi, est un acteur japonais.

## Filmographie
- 2009 : The Human Centipede (First Sequence)
- 2015 : The Human Centipede III (Final Sequence)